# Corbas
Corbas este o comună în departamentul Rhône din sud-estul Franței. În 2009 avea o populație de 9.798 de locuitori.

## Evoluția populației
| An        | 1975  | 1982  | 1990  | 1999  | 2006  | 2009  |
| --------- | ----- | ----- | ----- | ----- | ----- | ----- |
| Populație | 3.225 | 6.375 | 8.101 | 9.259 | 9.486 | 9.798 |